# 汤泉乡
汤泉乡，是中华人民共和国安徽省安庆市太湖县下辖的一个乡镇级行政单位。

## 行政区划
汤泉乡下辖以下地区：
龙潭寨村、朱湾村、黄岗村、苗石村、士畈村、黄下村、赵河村、金鹰村、吴岭村和侯六村。